# Orino (Olaszország)
Orino (lombardul: Origg) egy község Olaszországban, Varese megyében. Lakosainak száma 839 fő (2023. január 1.). Orino Azzio, Cuvio és Cocquio-Trevisago községekkel határos.

## Népesség
A település népességének változása:
| Lakosok száma | 850  | 846  | 839  |
|               | 2017 | 2018 | 2023 |